# Priapichthys
Priapichthys ist eine Gattung der Lebendgebärenden Zahnkarpfen (Poeciliinae). Die Fische kommen aus Costa Rica und Panama sowie in Kolumbien und Ecuador westlich der Anden vor.

## Merkmale
Priapichthys-Arten erreichen Längen zwischen 3 cm und 4 cm (Männchen), bzw. zwischen 4 cm und 6,5 cm (Weibchen). Äußerlich ähneln sie den Brachyrhaphis-Arten und den Gambusen, die Männchen von Priapichthys besitzen jedoch ein längeres und anders geformtes Gonopodium. An den Körper angelegt reicht es fast bis zur Schwanzflosse. Das Ende des Gonopodium ist hakenförmig nach unten gebogen. Priapichthys-Arten sind unscheinbar olivbraun bis olivgrau gefärbt. 

## Arten
Die Gattung Priapichthys umfasst folgende vier Arten:
- Priapichthys annectens (Regan, 1907)
- Priapichthys caliensis (Eigenmann & Henn, 1916)
- Priapichthys nigroventralis (Eigenmann & Henn, 1912)
- Priapichthys puetzi Meyer & Etzel, 1996

Zusätzlich werden dieser Gattung teilweise die drei Arten Panamichthys panamensis (Meek & Hildebrand, 1916), Diphyacantha chocoensis Henn, 1916 und Diphyacantha darienensis (Meek & Hildebrand, 1913) zugeordnet. Genetische Vergleiche haben allerdings gezeigt, dass diese nicht der Gattung Priapichthys angehören.